# Houssay (Mayenne)
Houssay település Franciaországban, Mayenne megyében. Lakosainak száma 496 fő (2022. január 1.). Houssay Origné, Quelaines-Saint-Gault, Villiers-Charlemagne és La Roche-Neuville községekkel határos.

## Népesség
A település népességének változása:
| Lakosok száma | 398  | 334  | 333  | 388  | 470  | 481  | 491  | 499  | 502  | 496  |
|               | 1968 | 1982 | 1990 | 2006 | 2013 | 2015 | 2017 | 2019 | 2020 | 2022 |